# Serromyia nocticolor
Serromyia nocticolor är en tvåvingeart som beskrevs av Jean-Jacques Kieffer 1914. Serromyia nocticolor ingår i släktet Serromyia och familjen svidknott. Inga underarter finns listade i Catalogue of Life.